# 562 TCN
562 TCN là một năm trong lịch La Mã.